# 首日封

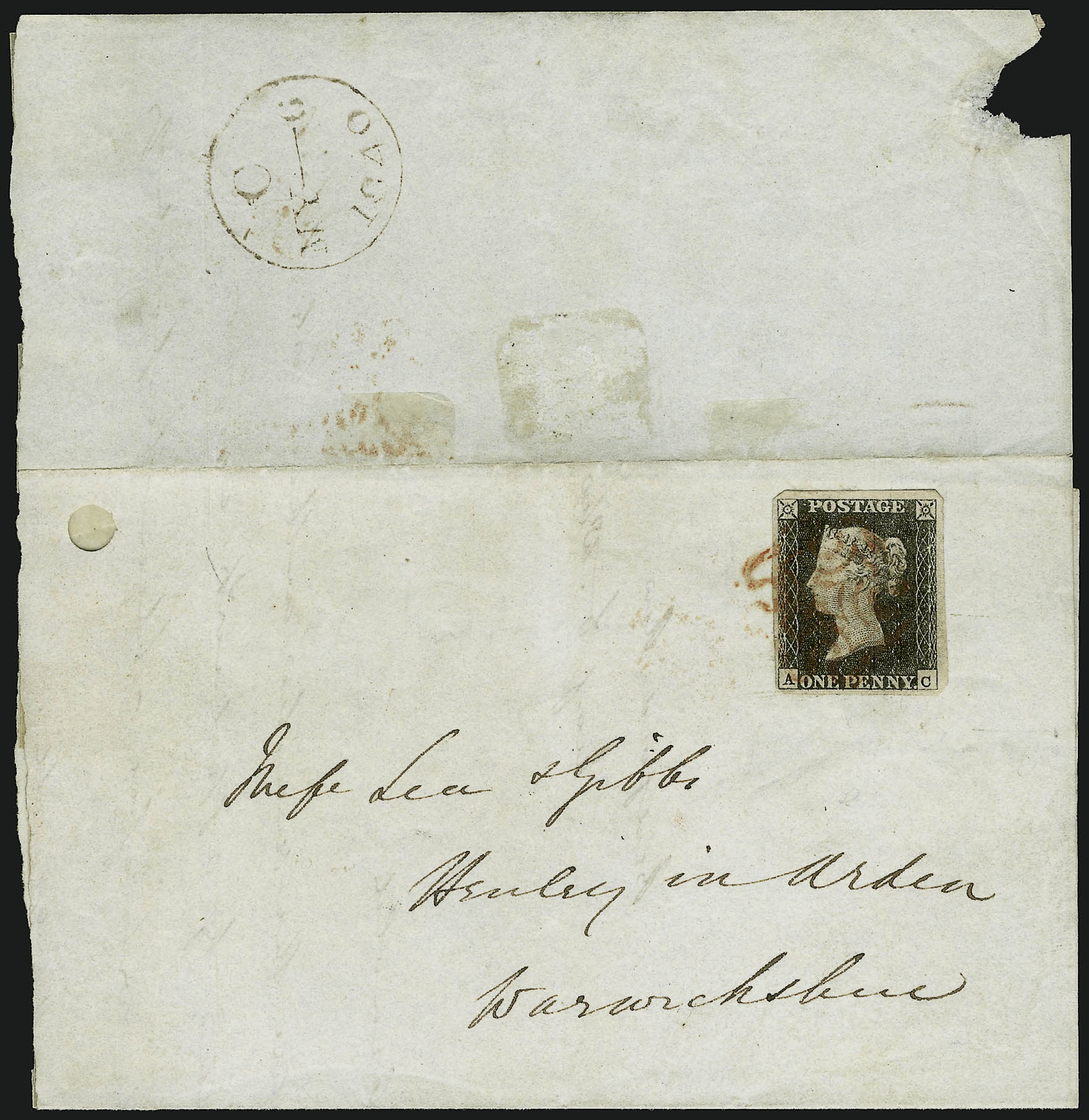
英国黑便士邮票首日封

首日封是在新邮票发行首日，将该套邮票的全套或单枚贴在特制信封右上角，加盖当天邮政日戳或特别纪念邮戳的信封。经邮政部门实际寄递的称为首日实寄封。
首日封是邮票发行首日的记载，它与邮票密切关联，由邮政部门、集邮公司设计、印制和发行，也有集邮者自制的。
首日封一般都印有与邮票有关的图案和文字说明，以加强邮票的宣传作用。
现存世界上最早的首日封是英国1840年5月6日开始使用黑便士邮票时寄出的信封。
1957年11月7日，中国人民邮政发行《伟大的十月社会主义革命四十周年》纪念邮票，当时的中国邮票总公司（现称中国集邮总公司）首次印制、并正式发行了相关纪念邮票主题的首日封一套。自此，中国集邮公司开始根据中国邮政每年的邮票发行计划，有系列、有目的地发行各类（纪念、特种邮票）首日封和（记事）纪念封。
首日封以它的艺术性、史料性和收集过程中的趣味性，越来越受到世界各国众多集邮者的欢迎。美国约有55万人专集首日封，并建立了首日封集邮协会和首日封公司，以及国立首日封博物馆等。

## 外部連結
- American First Day Cover Society – For FDC collectors, active since 1955.